# Badra (Irak)
Pour les articles homonymes, voir Badra.
Badra (en arabe,بدرة) est une ville située au sud-est de l'Irak tout près de la frontière iranienne dans la province de Wasit.